# Stockport (Ohio)
Stockport is een plaats (village) in de Amerikaanse staat Ohio, en valt bestuurlijk gezien onder Morgan County.

## Demografie
Bij de volkstelling in 2000 werd het aantal inwoners vastgesteld op 540.
In 2006 is het aantal inwoners door het United States Census Bureau geschat op 541, een stijging van 1 (0,2%).

## Geografie
Volgens het United States Census Bureau beslaat de plaats een oppervlakte van
0,9 km², geheel bestaande uit land. Stockport ligt op ongeveer 274 m boven zeeniveau.

## Plaatsen in de nabije omgeving
De onderstaande figuur toont nabijgelegen plaatsen in een straal van 24 km rond Stockport.